# Maugstrup Sogn
Maugstrup Sogn er et sogn i Haderslev Domprovsti (Haderslev Stift).
Maugstrup Sogn hørte til Gram Herred i Haderslev Amt. Maugstrup sognekommune blev ved kommunalreformen i 1970 indlemmet i Vojens Kommune, der ved strukturreformen i 2007 indgik i Haderslev Kommune.
I Maugstrup Sogn ligger Maugstrup Kirke.
I sognet findes følgende autoriserede stednavne:
- Harken (bebyggelse)
- Maugstrup (bebyggelse, ejerlav)
- Maugstrup Vestermark (bebyggelse)
- Maugstrupskov (bebyggelse)
- Mellemhave (bebyggelse)
- Ringtved (bebyggelse)
- Ringtvedskov (bebyggelse)
- Simmersted (bebyggelse, ejerlav)
- Vojens Bæk (vandareal)

## Afstemningsresultat
Folkeafstemningen ved Genforeningen i 1920 gav i Maugstrup Sogn 447 stemmer for Danmark, 22 for Tyskland. Af vælgerne var 106 tilrejst fra Danmark, 17 fra Tyskland. 